# Tangatrichia gracilenta
Tangatrichia gracilenta är en nattsländeart som beskrevs av Wells och Andersen 1995. Tangatrichia gracilenta ingår i släktet Tangatrichia och familjen smånattsländor. Inga underarter finns listade i Catalogue of Life.